# Monestir de Sant Hilari
El monestir de Sant Hilari és una abadia benedictina situada al municipi occità de Sant Ilari (França), a 13 km de la ciutat de Limós, catalogada com a monument històric.
Es va fundar pels voltants del segle vi a la vora de la tomba de Sant Hilari de Carcassona, segurament el primer bisbe d'aquesta seu, fundada pels reis visigots. El monestir fou destruït pels sarraïns i restaurat per Nampi (Nampius) cap al final del segle viii. Inicialment va portar el nom de Sant Sadurní, que després va canviar per Sant Hilari. Va subsistir a la vora del rierol Lauquet a 4 o 5 km del riu Aude i uns 10 km al sud de Carcassona en direcció al Rasès. Nampi, que vivia en temps de Carlemany, fou abat i va obtenir del rei diploma de confirmació i protecció.
A part del seu valor històric i arquitectònic, com a curiositat, es considera que va ser en aquest monestir on va es va crear el vi escumós que dona nom a la contrada: la Blanqueta de Limós.